# JimJam (Italia)
JimJam è stato un canale televisivo tematico di proprietà di AMC Networks International Zone, dedicato ai bambini in età prescolare dai 2 ai 6 anni, e lanciato il 1º ottobre 2006. La rete, in precedenza, trasmetteva al canale 603 della piattaforma Sky Italia, ma dal 4 luglio 2011 è stata spostata al numero 621 e alla posizione 622 è stata aggiunta JimJam +1, che trasmetteva la stessa programmazione del canale principale posticipata di un'ora, sempre su Sky. Il 30 giugno 2015, JimJam e il suo timeshift hanno terminato le trasmissioni.

## Serie televisive
- The Wiggles

I Wiggles sono un gruppo musicale che intrattiene i bambini con le loro canzoni originali inglese e le loro coreografie. I componenti del gruppo sono pedagoghi e musicisti qualificati (due di loro sono stati membri di una band rock molto popolare), tranne la versione spagnola.
- Clangoli

I Clangoli apprezzano gli aspetti semplici della vita, come la zuppa di spaghetti bluetti e i dolcetti verdi, e sono felici di condividere la loro piccola luna con personaggi indimenticabili come la Draghetta della Zuppa, i Ranocchioli, le Lúmin-api, la Gallina di Ferro e molti altri visitatori che in ogni puntata si fermano per una visita.
- Baby Triplets

È un programma spin-off basato sulla fortunata serie animata di Tre gemelle e una strega. Il cartone è stato trasmesso su questo canale in lingua inglese; allo stesso tempo, parole e concetti fondamentali della lingua inglese sono presentati in modo divertente e riconoscibile. Durante i primi cinque anni di vita i bambini scoprono e imparano nuove cose con una facilità e immediatezza sorprendenti, e sono questi gli aspetti che hanno fornito la vasta gamma di idee ai creatori della serie.

## Altre serie
Lista (parziale) dei cartoni animati e varietà show trasmessi.
- A scuola di magie
- Alice nel Paese delle Meraviglie
- Anthony, formidabile formica
- Arcobaleno
- Auto-B-Good
- Baby Triplets
- Banane in pigiama
- Barney (2008 - 2015)
- Bill & Ben
- Bob aggiustatutto
- Chi - Casa dolce casa
- Clangoli
- Conch Bay
- Filmation's Ghostbusters
- Fimbles
- Gli orsetti del cuore
- Le avventure di Gracie Lou
- Hello Kitty's Paradise
- Hello Kitty and Friends
- Il villaggio di Hello Kitty
- Serie prodotta in inglese:
  - Igloo Gloo
  - Il mondo di Todd
  - Sesame English (anni 2000)
  - Tiny Planets - Le avventure di Bing e Bong (anni 2000)
- I Wiggles (2006 - 2013)
- Il brutto anatroccolo
- Il formidabile mondo di Bo
- Il mondo incantato dei Pocket Dragon
- Il Piccol'orso
- Il trenino Thomas e i suoi amici
- James il gatto[1]
- Jim Jam e Sunny
- Kipper, il più bel cucciolo del mondo
- La foresta dei sogni
- Le avventure di Piggley Winks
- Lisa e il suo orsacchiotto
- Magic Wonderland
- Marta il cane parlante
- Moomin
- Oswald
- Pingu
- Rubbadubbers
- Rupert
- The Toy Castle